# Валдо (Варезе)
Валдо је насеље у Италији у округу Варезе, региону Ломбардија.
Према процени из 2011. у насељу је живело 11 становника. Насеље се налази на надморској висини од 493 м.